# بلسان غاردر
بلسان غاردر هي عربة ذات درع مركب من تصميم شركة بلسان ساسا الإسرائيلية.